# Luca Coscioni
Luca Coscioni, né le 16 juillet 1967 à Orvieto en Ombrie - mort le 20 février 2006 à Orvieto, est un économiste et homme politique italien. 

## Biographie
Luca Coscioni entreprend après le lycée classique des études en économie et commerce à l'université La Sapienza de Rome. Il devient chercheur et donne des cours à l’université de Viterbe jusqu'au milieu des années 1990. Au cours de cette période, il commence à s'intéresser à la sociologie et  à la politique.
En 1995 il se découvre atteint de sclérose latérale amyotrophique et démissionne de toutes ses charges publiques. Malgré des difficultés croissantes à se déplacer, se nourrir et communiquer, il arrive à garder  ses capacités intellectuelles et commence en 1999 à mener publiquement et politiquement sa bataille.

### Politique
Il présente sa candidature aux élections administratives et rejoint le Parti Radical dont il apprécie beaucoup les batailles libertaires en particulier celle pour la liberté de la recherche scientifique
L'année suivante il est candidat aux élections régionales en Ombrie mais le succès va arriver en 2000 lorsqu’il est élu au Comité de Coordination des radicaux. Il prononce un discours au Parlement européen par lequel au préalable d’un débat entre ceux qui soutiennent la  liberté scientifique « toujours et dans tous les domaines » et de l'autre côté, ceux qui veulent la réglementer et la doter d'un code éthique.  
Avant les élections de 2001, il est reconnu comme le symbole du Parti radical. Il en est élu président et devient chef de liste aux élections législatives. Il aura le soutien de plusieurs Prix Nobels, de scientifiques et de chercheurs issus du monde entier. Cependant, il n'arrive pas à être élu et les Radicaux n’entrent pas au Parlement italien. Pour ne pas arrêter sa bataille politique, il décide de créer en 2002 l'Association Luca Coscioni (it) pour la liberté de la recherche scientifique. L’association sera très active dans la promotion du referendum pour abroger la « Loi 40 » qui prévoyait des limites très strictes dans le domaine de la recherche génétique. Le referendum échouera car le quorum nécessaire ne sera pas atteint.

### Hommages
Le 20 février 2006, au lendemain du Premier congrès mondial pour la liberté de la recherche scientifique organisé à Rome par l’Association Luca Coscioni (it), il meurt à 11h20 dans sa maison d’Orvieto. Sa mort est annoncée par Marco Pannella le matin même à Radio Radicale. Ses cendres ont été dispersées en mer le 20 juin 2006 au large des côtes de la localité toscane de Porto Santo Stefano sur le Monte Argentario, à proximité de l'Isola del Giglio.
La bataille que Luca a menée les dix dernières années de sa vie n’a certes pas fait l'unanimité au sein de l'opinion publique, mais elle est toutefois reconnue par une large majorité de personnes comme un combat d’une grande importance. Marco Pannella a défini Luca Coscioni comme « un leader toujours en première ligne »[réf. nécessaire]. Emma Bonino l'a décrit comme « l'homme qui, pendant toutes ces années, a incarné au mieux l'idée pour le droit à la vie et pour la vie du droit »[réf. nécessaire]. Walter Veltroni en a parlé comme « quelqu'un qui a mis son malheureux destin au service d'une bataille pour laquelle il a été un protagoniste cohérent »[réf. nécessaire].